# Larsen Jensen
Larsen Jensen (* 1. September 1985 in Bakersfield, Kalifornien) ist ein US-amerikanischer Freistilschwimmer.

## Werdegang
Larsen Jensen gehört seit den Weltmeisterschaften 2003 in Barcelona, wo er Silber über 800 m Freistil gewann, zur Weltklasse. Bei den Olympischen Spielen 2004 in Athen gewann er Silber über 1500 m Freistil und wurde Vierter über 400 m. Die WM 2005 in Montreal brachten erneut den Vizetitel über 800 m, zudem über 1500 m Freistil. Weniger erfolgreich verliefen die Kurzbahn-WM 2006 in Shanghai. Mit der 4 × 200-m-Freistilstaffel gewann der Athlet aus Los Angeles zwar die Bronzemedaille, doch verpasste er sie als Vierter über 1500 m und wurde über 400 m nur Siebter. Auch bei den Weltmeisterschaften in Melbourne verpasste Jensen als Vierter über 1500 m eine Medaille, ebenso wie bei den Kurzbahnweltmeisterschaften 2008 in Manchester, wo der Politik-Student vom Trojan Swim Club zudem Vierter mit der 4 × 200-m-Freistilstaffel der USA wurde.
Bei den Olympischen Spielen 2008 von Peking gewann Jensen, der von Dave Salo trainiert wird, hinter dem Südkoreaner Tae-Hwan Park und dem Chinesen Zhang Lin die Bronzemedaille über 400 m Freistil in 3:42,78 Minuten. Er wird zudem noch auf der 1500-m-Strecke antreten.